# Last Pizza Slice
Last Pizza Slice (англ. «Последний кусок пиццы», более известная под аббревиатурой LPS) — словенская группа. Представители Словении на конкурсе «Евровидение-2022» с песней «Disko».

## История
Группа образовалась в декабре 2018 года в музыкальном зале гимназии Селье-Центр.
26 ноября 2021 года словенская общественная телекомпания Radiotelevizija Slovenija (RTVSLO) объявила, что LPS была выбрана в качестве одного из 24 участников, которые имеют шанс представлять Словению на конкурсе песни «Евровидение 2022». Группа выиграла третью дуэль конкурса, победив песню Нели Джерот «Magnum opus», чтобы пройти в финальный раунд. LPS также победили в финале и в результате представили Словению на «Евровидении» песней «Disko» в первом полуфинале 10 мая, но не смогли пройти в финал.

## Состав
Нынешние участники
•  Филип Ведушин — певец (2018-н.в.)
•  Мартин Мутец — электрогитара (2023-н.в.)
•  Зала Веленшек — бас, тенор и альт-саксофон (2021-н.в.)
•  Гашпер Хлупич — ударные (2018-н.в.)
•  Жига Жвижей — электронная клавиатура (2018-н.в.)
Бывшие участники
•  Марк Семея — электрогитара (2021-2023)